# Эргешов, Атаджан Эргешович
Атаджан Эргешович Эргешов (род. 20 октября 1961 года) — российский учёный-медик, член-корреспондент РАН (2022).

## Биография
Родился 20 октября 1961 года.
В 1985 году — окончил педиатрический факультет 2-го Московского государственного медицинского института имени Н. И. Пирогова.
С 1985 по 1987 год — обучался в клинической ординатуре при Центральном научно-исследовательском институте туберкулеза МЗ СССР.
В 1989 году — защитил кандидатскую и в 1994 году — докторскую диссертацию, тема: «Ультразвук в комплексной диагностике туберкулеза и других заболеваний легких».
В 2000 году — присвоено учёное звание профессора по специальности «Фтизиатрия».
С 1987 года по настоящее время — работает в Центральном научно-исследовательский институте туберкулеза, пройдя путь от младшего научного сотрудника до заместителя директора по научной и лечебной работе (с 2004 года) и директора института (с 2014 года).
В 2022 году — избран членом-корреспондентом РАН от Отделения медицинских наук.

## Научная деятельность
Специалист в области фтизиатрии.
Сфера научных интересов: диагностика и лечение туберкулеза, лазерная медицина, эпидемиологии туберкулеза.
Автор более 390 научных работ, в том числе шести монографий и 10 методических рекомендаций.
Под его руководством выполнено 3 докторских и 12 кандидатских диссертаций.
Председатель ученого и диссертационного советов ЦНИИТ, директор сотрудничающего центра ВОЗ.

## Награды
- Нагрудный знак «Отличник здравоохранения» (2006)
- Медаль ордена «За заслуги перед Отечеством» II степени (2021)